# 이미경 (핸드볼 선수)
이미경(李美京, 1991년 10월 2일~)은 대한민국의 핸드볼 선수이다.

## 학력
- 황지초등학교
- 황지여자중학교[세연중학교]
- 황지정보산업고등학교
- 대구미래대학교

## 소속
- 서울시청여자핸드볼팀
- 대구시청여자핸드볼팀
- 일본 히로시마메이플레즈
- 부산시설공단핸드볼팀

## 경력
- 18세이하 여자 청소년 국가대표
- 20세이하 여자 주니어 국가대표
- 2012 제30회 런던올림픽 국가대표
- 2015 광주하계유니버시아드 국가대표
- 2017 제16회 아시아여자선수권대회 국가대표
- 2017 제23회 세계여자선수권대회 국가대표
- 2018 제17회 아시아여자선수권대회 국가대표
- 2019 2020도쿄올림픽 예선전 국가대표
- 2019 제24회 세계여자선수권대회 국가대표